# Paulina Hennig-Kloska
Paulina Hennig-Kloska (ur. 5 października 1977 w Gnieźnie) – polska polityczka i przedsiębiorca, posłanka na Sejm VIII, IX i X kadencji (od 2015), wiceprzewodnicząca Polski 2050 (od 2022), minister klimatu i środowiska w trzecim rządzie Donalda Tuska (od 2023).

## Życiorys
Ukończyła studia politologiczne – w 1999 uzyskała tytuł zawodowy licencjata w Szkole Wyższej im. Pawła Włodkowica w Płocku, a w 2001 magisterium na Uniwersytecie im. Adama Mickiewicza, kształciła się również w zakresie analizy finansowej i controllingu na Akademii Ekonomicznej w Poznaniu (ukończyła te studia w 2005). Pracowała jako dziennikarka lokalnej rozgłośni radiowej oraz dyrektor oddziału jednego z banków w Gnieźnie. Później związana z sektorem prywatnym, została dyrektorem generalnym w spółce prawa handlowego.
W wyborach parlamentarnych w 2015 kandydowała do Sejmu w okręgu konińskim z pierwszego miejsca na liście partii Nowoczesna Ryszarda Petru. Uzyskała mandat posłanki VIII kadencji, otrzymując 7306 głosów. 26 maja 2017 zastąpiła Katarzynę Lubnauer na stanowisku rzecznika prasowego Nowoczesnej. W wyborach w 2019 z powodzeniem ubiegała się o poselską reelekcję, kandydując z ramienia Koalicji Obywatelskiej i otrzymując 16 813 głosów. W lutym 2021 wystąpiła z KP KO i Nowoczesnej, przechodząc do ugrupowania Polska 2050.
W wyborach w 2023 po raz trzeci uzyskała mandat poselski, kandydując z ramienia koalicji Trzecia Droga i zdobywając 30 334 głosy. 12 grudnia 2023 Sejm X kadencji wybrał ją na urząd ministra klimatu i środowiska w trzecim rządzie Donalda Tuska. Następnego dnia została przez prezydenta RP Andrzeja Dudę powołana na to stanowisko. W styczniu 2024 została powołana przez prezydenta w skład Rady Dialogu Społecznego.

## Życie prywatne
Zamężna z Arturem; ma dwie córki.

## Wyniki w wyborach ogólnopolskich
| Wybory | Komitet wyborczy | Komitet wyborczy     | Organ              | Okręg | Wynik          |
| ------ | ---------------- | -------------------- | ------------------ | ----- | -------------- |
| 2015   |                  | Nowoczesna           | Sejm VIII kadencji | nr 37 | 7306 (2,63%)   |
| 2019   |                  | Koalicja Obywatelska | Sejm IX kadencji   | nr 37 | 16 813 (4,76%) |
| 2023   |                  | Trzecia Droga        | Sejm X kadencji    | nr 37 | 30 334 (7,24%) |